# Zari
Pour le village monténégrin, voir Žari. Pour la chanson de Marína Sátti, voir Zári.

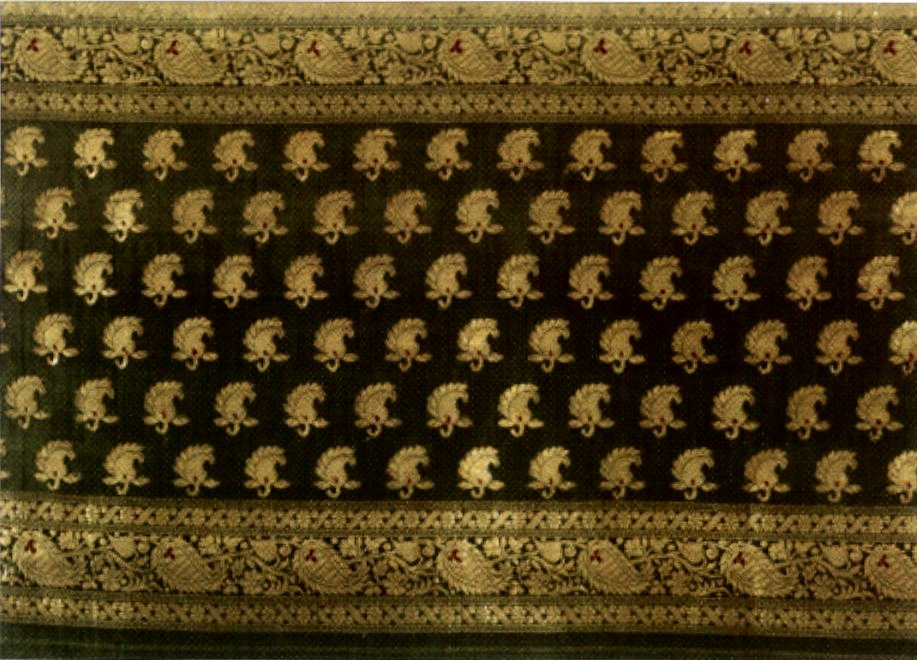
« Sari Banarasi » de Varanasi (Bénarès), fil de soie et de soie gainé d'or avec brocart (zari)

Le zari (ou jari) est un fil régulier traditionnellement en or fin ou en argent utilisé dans les vêtements traditionnels indiens et pakistanais, notamment comme brocart sur des saris, etc. Ce fil est tissé dans des tissus, principalement en soie, pour créer des motifs complexes. On pense que cette tradition a débuté pendant l'ère moghole et que l'échange culturel à Surate entre les pèlerins du Haj et les Indiens a été un facteur majeur dans l'arrivée de ce type d'artisanat en Inde. Au cours des âges védiques, le zari est associé au grand apparat des dieux, des rois et des figures littéraires. Aujourd'hui, dans la plupart des tissus, le zari n'est pas en or et en argent véritables, mais se compose d'un fil de coton ou de polyester, enveloppé d'un fil métallique doré ou argenté. 
Le zari est le matériau principal de la plupart des saris en soie et des ghararas. Il est également utilisé dans d'autres vêtements en soie, comme les jupes, les tops et les dhotis. 

## Fabrication
Le mot persan est à l'origine du mot Zari,,,.  

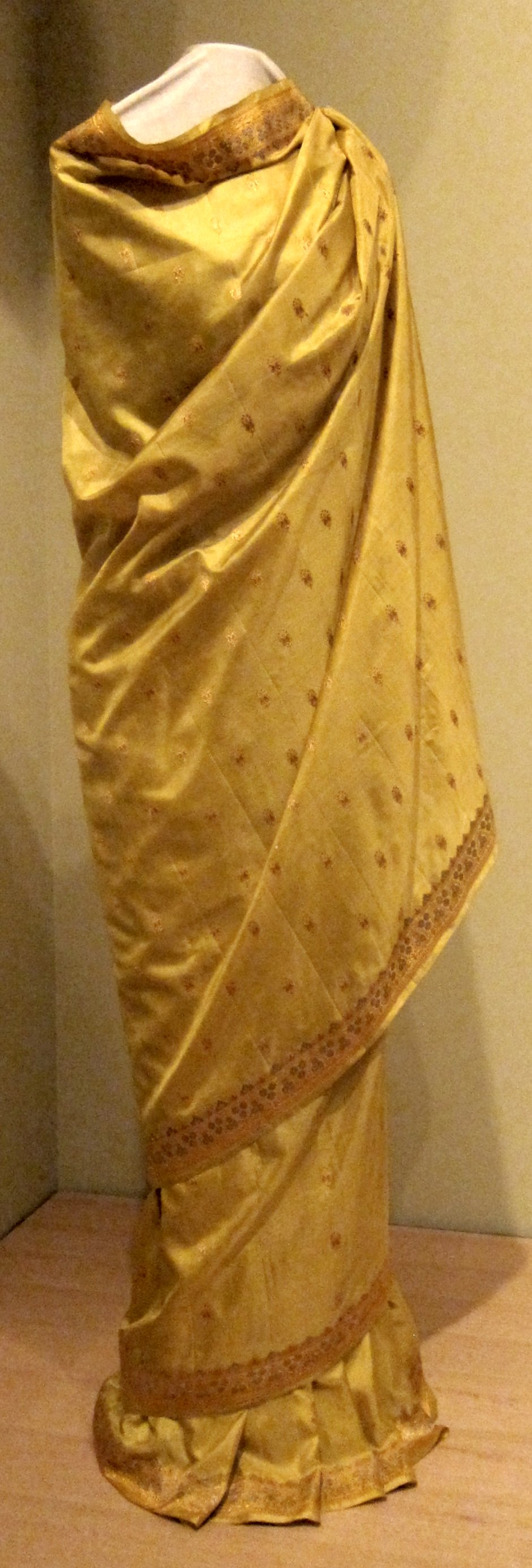
Sari indien (probablement de Bénarès), fin du XIXe ou début du XXe siècle, soie avec fil métallique (Zari)

Le zari est fondamentalement un brocart en fils clinquants destiné au tissage et à la broderie. Il est fabriqué en enroulant ou en recouvrant une bande métallique aplatie en film d'or pur, d'argent ou de polyester métallisé fendu, sur un fil central, généralement de soie pure, de viscose, de coton, de nylon, de polyester, de PP, de monofilaments ou multifilaments, fil, etc. De nos jours, il peut être divisé en trois types:  le vrai-zari, le faux-zari et le zari métallique. 
Le vrai-zari est composé de fils fins en argent ou or tirés à partir d'argent ou d'alliages d'or, qui est aplati en le faisant passer à travers des rouleaux appliquant une pression égale. Les fils d'argent aplatis sont enroulés sur le fil de base généralement en soie. Ces bobines avec des fils de soie et d'argent sont aplaties pour la galvanoplastie. Les fils sont ensuite plaqués avec de l'or par le processus de galvanoplastie. Le lustre des fils dorés est encore accru en les faisant passer à travers un azurant. Ces fils sont ensuite enroulés sur une bobine. 
Historiquement, lorsque les métaux précieux étaient facilement et économiquement disponibles, [réf. nécessaire]  on ne produisait que des vrai-zaris. En raison de la révolution industrielle et de l’invention du procédé de galvanoplastie, des techniques d’imitation sont apparues pour réduire le coût des métaux précieux. Le cuivre étant le métal le plus malléable et le plus ductile après l’or et l’argent, le fil de cuivre plaqué argent a remplacé l’argent pur. Divers coloris et produits chimiques modernes sont utilisés pour créer ou conférer une teinte dorée à la place de l'or pur. Les métaux précieux et le cuivre sont également devenus plus chers en raison de la forte demande de diverses industries modernes. Ainsi, une alternative bon marché et durable a été inventée, avec des propriétés non ternissantes. Le zari métallique est devenu à la mode en remplacement des métaux traditionnels comme l’or, l’argent et le cuivre. Ce zari moderne non authentique est léger et plus durable que des productions plus anciennes. En outre, il possède les propriétés recherchées de résistance à la ternissure et au nouage. 
Le faux-zari est fabriqué lorsque des fils de cuivre sont extraits d'alliages de cuivre. Il subit ensuite un processus similaire, sauf que dans ce cas, ils sont électroplaqués avec de l'argent, puis enroulés autour du fil de base et enroulés. Ce type de zari est moins coûteux que le zari pur, car le cuivre galvanisé à l'argent est plus économique. 
Le zari métallique est une version modernisée du zari et se débarrasse des métaux traditionnels comme l’or, l’argent et le cuivre. Il est résistant, durable et léger. Il ne ternit pas et conserve son lustre pendant une période de temps considérable,,.  
Le zari est utilisé sous différentes formes, telles que les broderies zardozi, kataoki bel, mukaish, broderies en tilla ou marori broderie en gota, borderie en kinari. 
La ville de Surate, dans l’État du Gujarat, sur la côte ouest de l’Inde, est le plus grand producteur au monde de tous les types de zari, à savoir fils, cordons, dentelles, rubans, bordures, cordelettes, et autres, dont la transmission familiale a perduré jusqu'à aujourd'hui. Il est reconnu comme l'un des artisanats anciens par le gouvernement indien. Des femmes de différentes communautés et artisans produisent du zari et des assemblages pour le tissage, la broderie, le crochet, le tressage, etc. De plus, environ 100 000 enfants travailleurs produisent du zari en Inde, parfois (mais pas toujours) dans des conditions de servitude pour dettes ou autrement dans des emplois non rémunérés ,.